# اچ‌دی ۵۲۲۶۵
اچ‌دی ۵۲۲۶۵ یک ستاره است که در صورت فلکی تک‌شاخ قرار دارد.